# Molo v Pucku
Molo v Pucku je molo, které se nachází u města Puck v městské gmině Puck a okrese Puck na pobřeží Pucké zátoky Baltského moře v Pomořském vojvodství v Polsku. Molo je turisticky atraktivní cíl polské riviéry s blízkými písečnými plážemi. Místo je celoročně volně přístupné.

## Další informace
Molo v Pucku je dřevěné molo u přístavu a písečné pláže v Pucku. V centru mola se na vyvýšeném místě nachází populární restaurace Na Molo s budovou kruhového půdorysu s výhledem na moře. V roce 2021 bylo po rekonstrukci molo znovu zpřístupněné pro veřejnost.

## Galerie

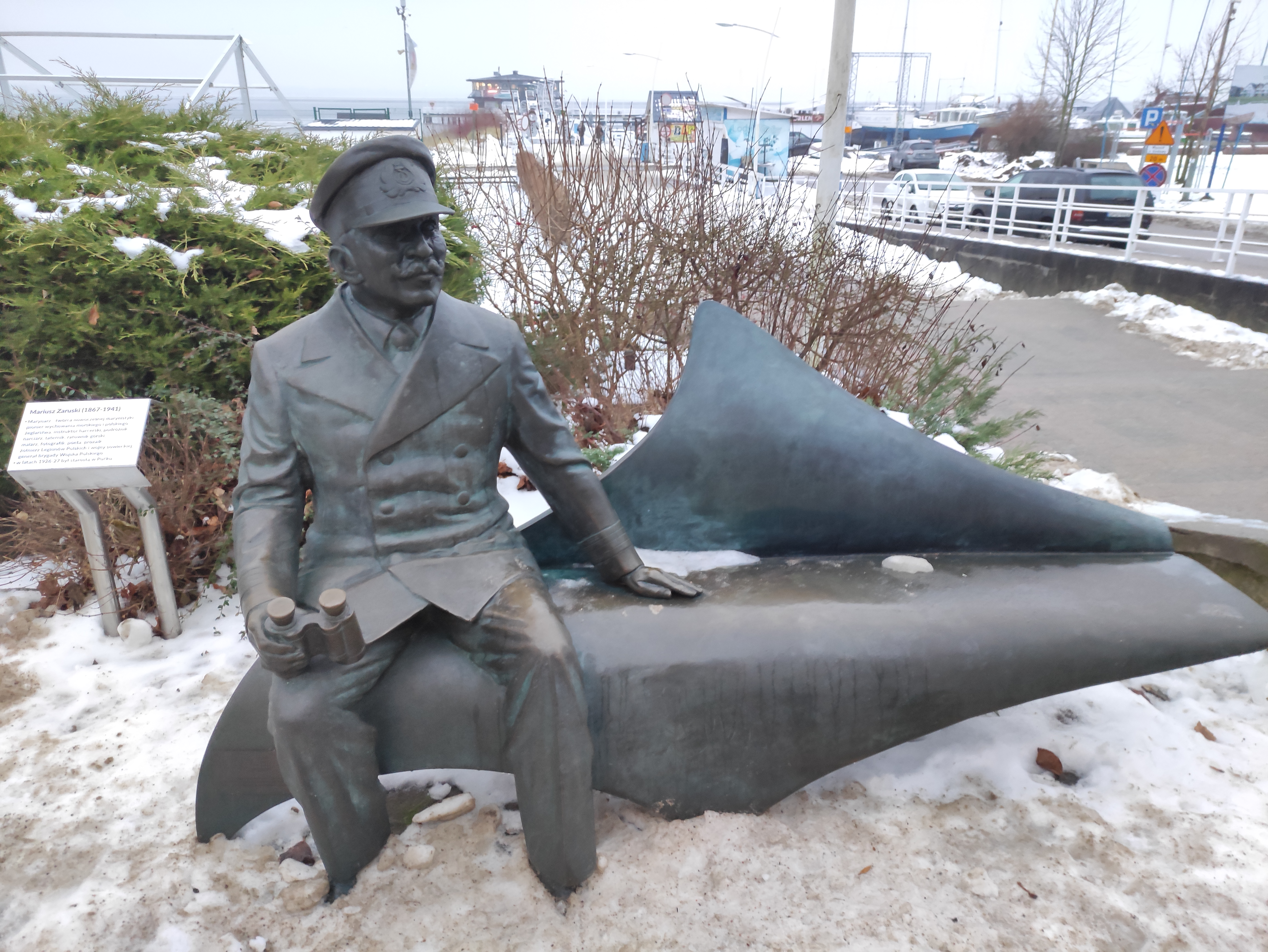
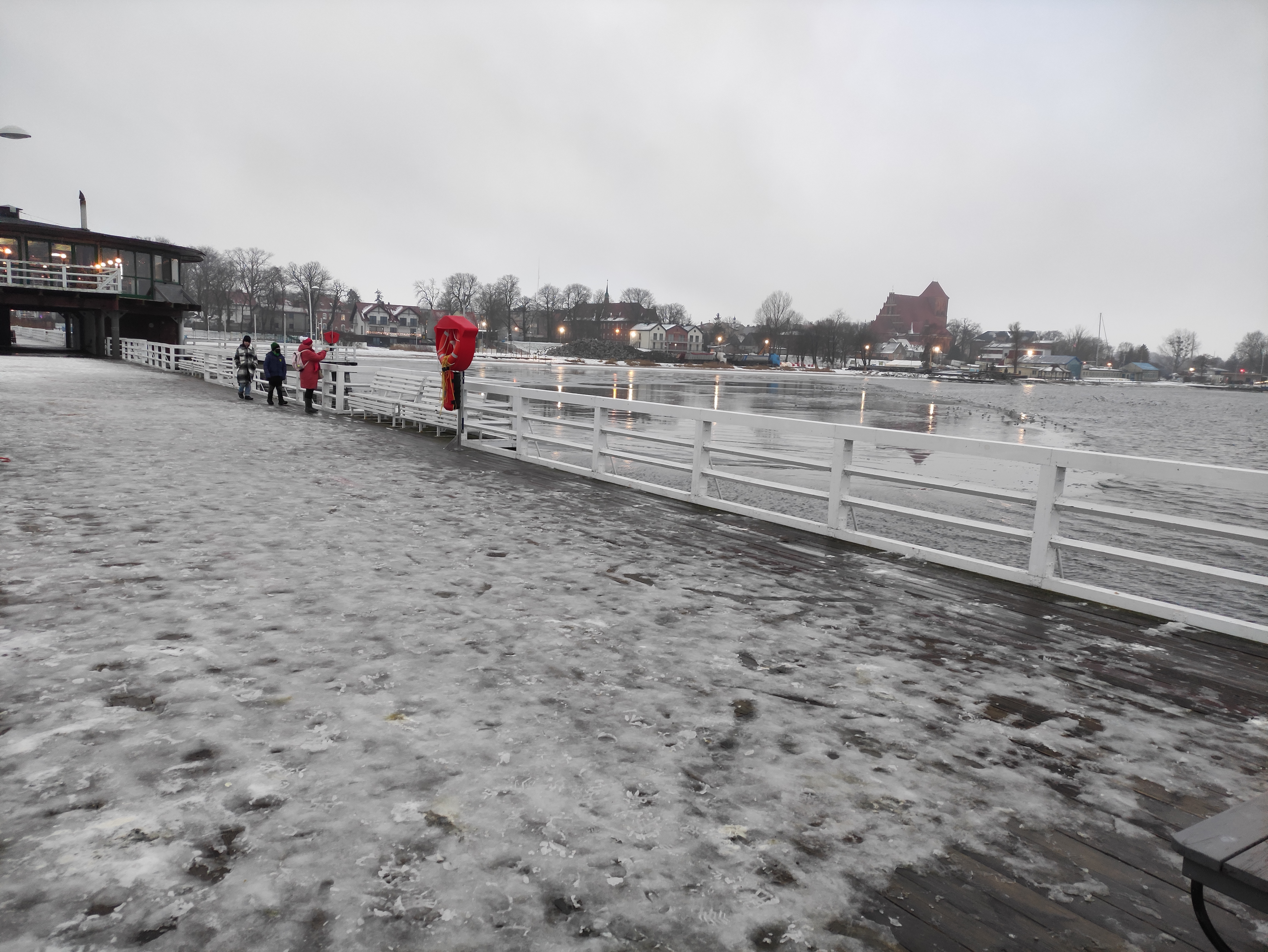
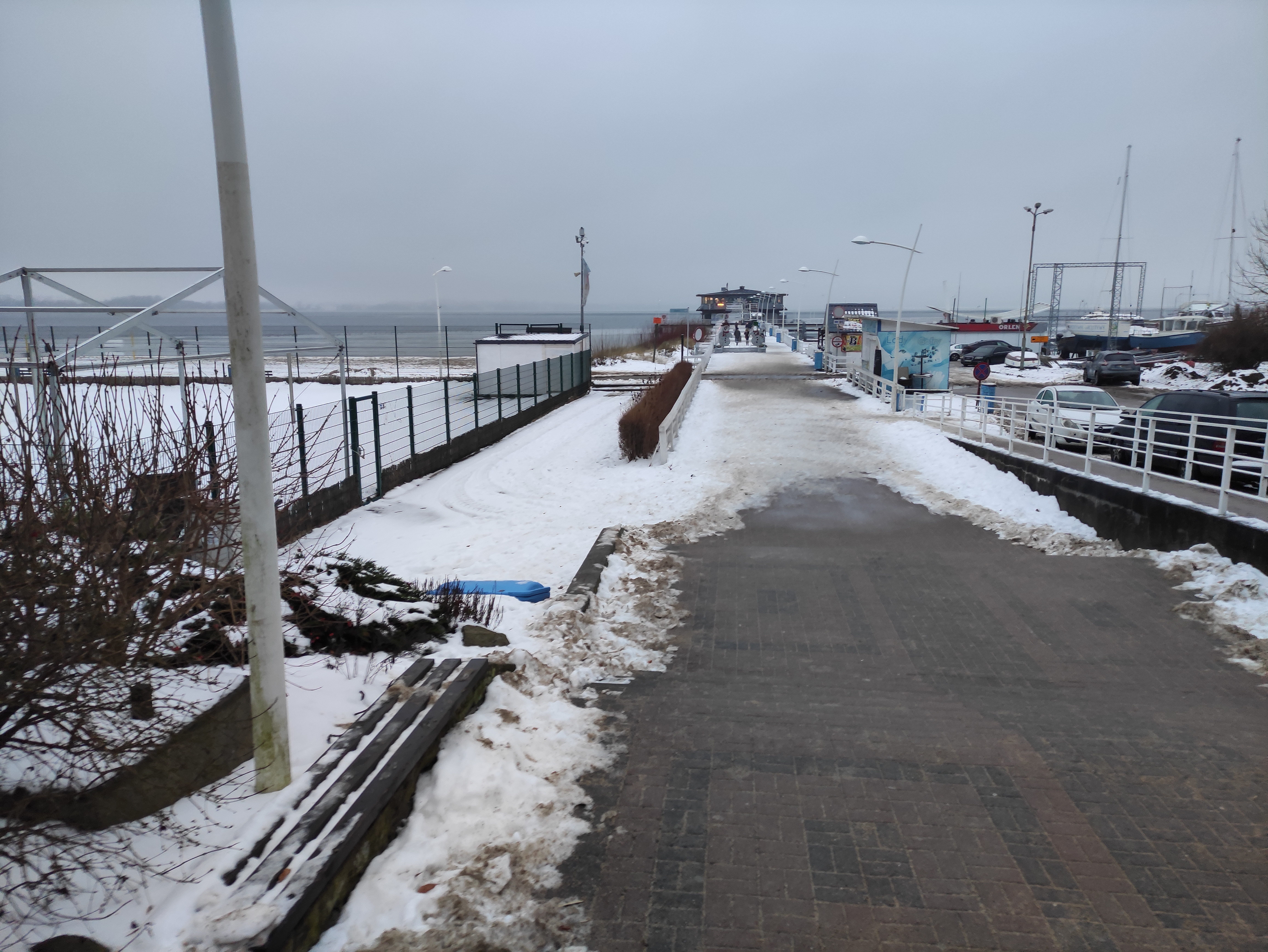
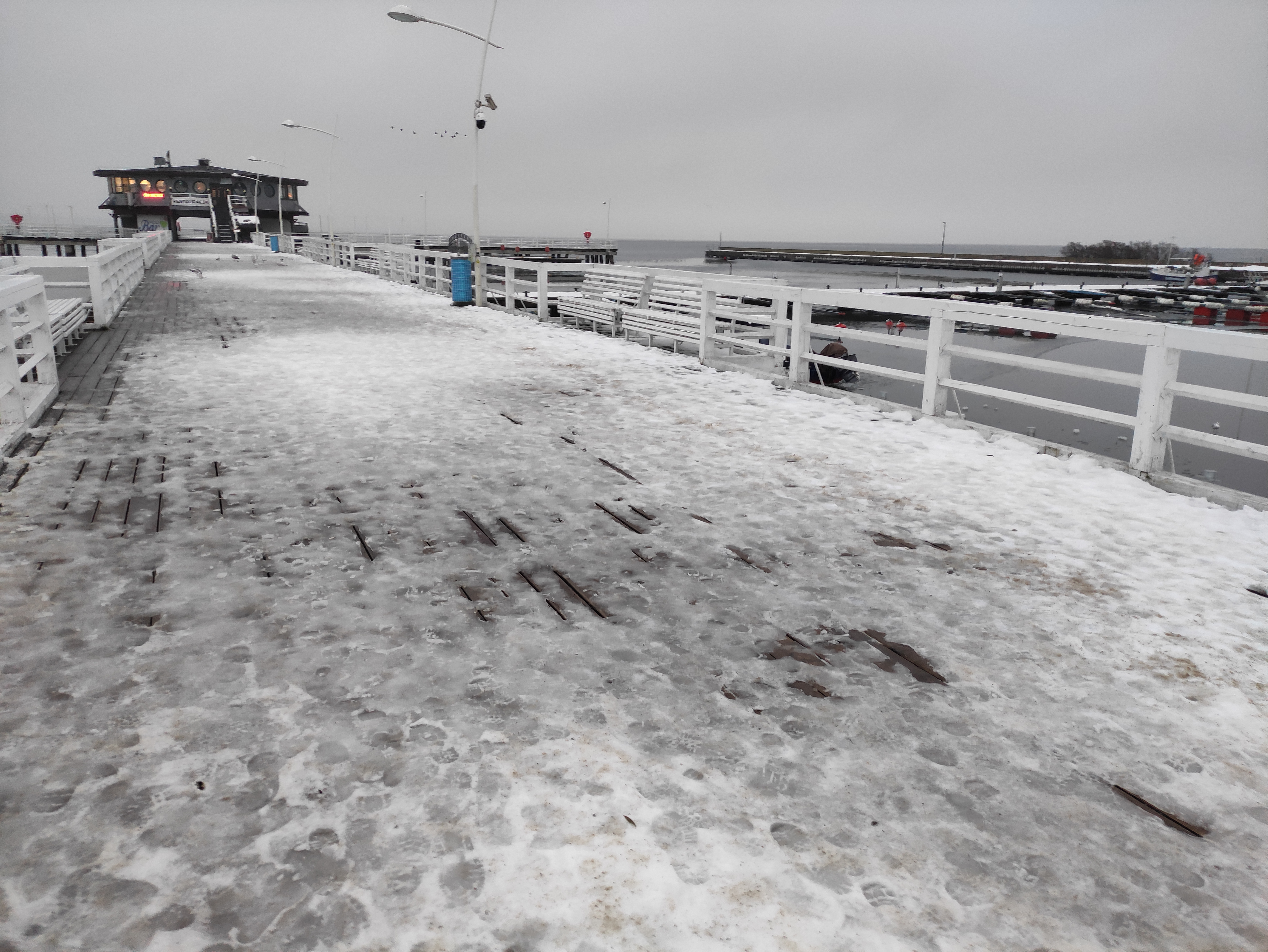